# Domus Danica
Domus Danica var en salgsorganisation for syv danske møbelfabrikker, der startedes i midten af 1960'erne. Fabrikkerne var: Heltborg Møbler, Fredericia; Poul Hundevad, Vamdrup; Vejen Polstermøbelfabrik, Vejen; Hundevad & Co., Ulfborg; Magnus Olesen, Durup; OD Møbler, Oddense og P. Jeppesen, Store Heddinge.
Fabrikkerne havde specialiseret sig i hver sin møbeltype, borde, stole, senge, polstermøbler m.v., så de tilsammen kunne møblere et helt hjem, ligesom man kunne lave totalløsninger på kontraktmarkedet.
Domus Danica havde først showroom på Islands Brygge, men flyttede i 1968 ind i Bellacentrets møbelmart på Bellahøj og fulgte senere med, da det flyttedes til Amager.
Nogle af fabrikkerne fik efterhånden så stor succes med deres salg, at organisationen skrumpede efterhånden som de syntes, at de selv kunne varetage salgsfunktionen.
I dag er kun Magnus Olesen stadig aktiv.